# Barrage de Bratsk
Le barrage de Bratsk est un barrage hydroélectrique sur l'Angara en Russie. Sa construction commença en 1954 et le réservoir fut rempli à partir de 1961. La centrale hydroélectrique associée au barrage, d'une puissance installée de 4 515 MW, était la plus puissante du monde à sa mise en service en 1967, titre qu'elle a conservé jusqu'en 1971. Elle est aujourd'hui la troisième de Russie par sa puissance, et la dix-septième au monde.

## Description

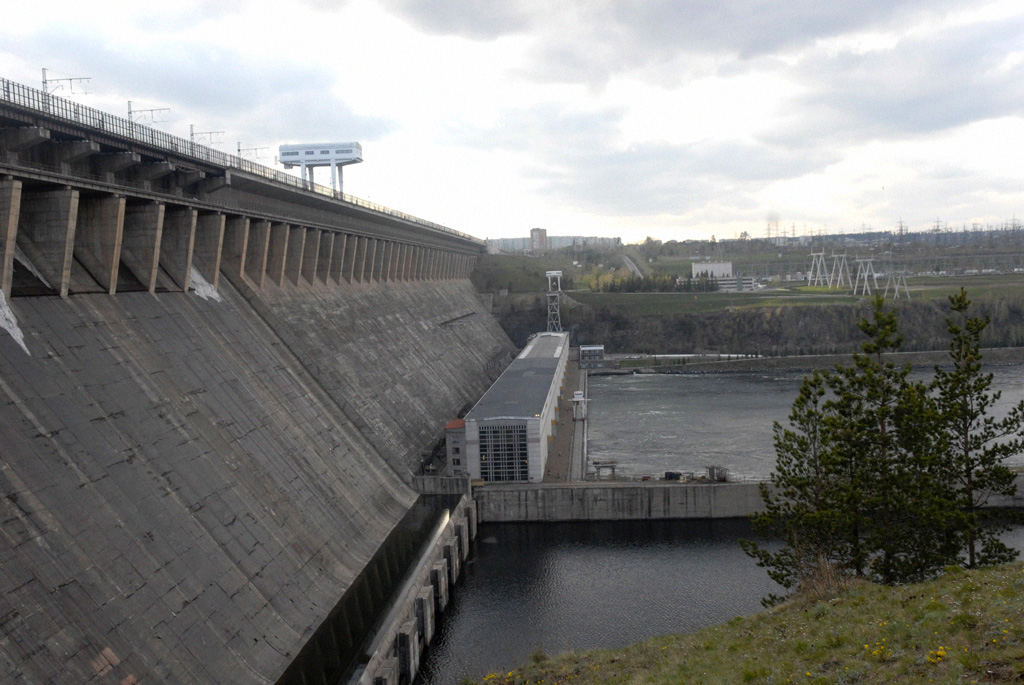
Le barrage de Bratsk (2007).

Long de 4 417 m et haut de 150 m, le barrage de Bratsk est parcouru à son sommet par une route et par la voie ferrée de la Magistrale Baïkal-Amour. 
Sa construction a donné naissance à un gigantesque lac de retenue, le deuxième le plus volumineux au monde : le réservoir de Bratsk, souvent appelé "Mer de Brastk" en russe.